# さそり座U星
さそり座U星（さそりざユーせい、英語: U Scorpii、U Sco）は銀河系内で知られる10個の反復新星 (NR)のうちの一つ。さそり座の北辺付近に位置し、静穏時は平均18.0等だが、増光時には最大7.5等まで明るくなる。2016年現在までに1863年、1906年、1917年、1936年、1945年、1969年、1979年、1987年、1999年、2010年、そして最近では2022年に増光が観測された。

## 発見
さそり座U星が初めて観測されたのは、1863年5月20日のことで、マドラス天文台長を務めたポグソンが記録した。5月20日に9.1等級だった新星は、一週間の内に12.8等級まで急速に暗くなり、13.3等級で観測されたのを最後に6月10日には見えなくなった。
その後は、80年以上実地に観測されることがなかったが、1940年にハーバード大学天文台に蓄積された写真乾板の検証から、1906年と1936年の増光をとらえた写真が発見され、反復新星ではないかと考えられるようになった。

## 特徴

### 増光の出現
増光の間隔はある程度規則的で、およそ10年ごとに発生している。これまでに記録された10回の増光の内では、最大で24年間隔が空いた時期があるが、この間の増光は、太陽に近い時期に発生したため、写真がほとんど撮影されておらず、見つけられなかったと推測されている。およそ10年という周期は、既知の反復新星10天体の中で最も短い。
21世紀に入ってから最初の増光は、2010年1月28日 (GMT) にフロリダ州のアマチュア天文家2名により独立に発見された。この日付は、年単位で表すと2010.08となり、前回の1999年の増光までの観測を元になされた2009.3±1.0年の予測範囲内となっている。この時点で次回の増光は、2020±2年に起こると予測されていた。
そして2022年6月7日未明（日本時間）に日本のアマチュア天文家、森山雅行が11.4等級まで増光しているのを発見し、12年ぶりの増光となった。

### 光度の変化
さそり座U星は、反復周期だけでなく、増光現象の時間尺度もとても短いのが特徴である。増光が始まってから、半日足らずで光度極大を迎え、極大後3日と経たずに3等級以上暗くなる。反復新星は、主星が白色矮星の近接連星系と考えられているが、さそり座U星の増光期間の短さは、白色矮星の質量が大きいことを示唆しており、さそり座U星の主星は、チャンドラセカール限界に非常に近い質量を持つと推定される。

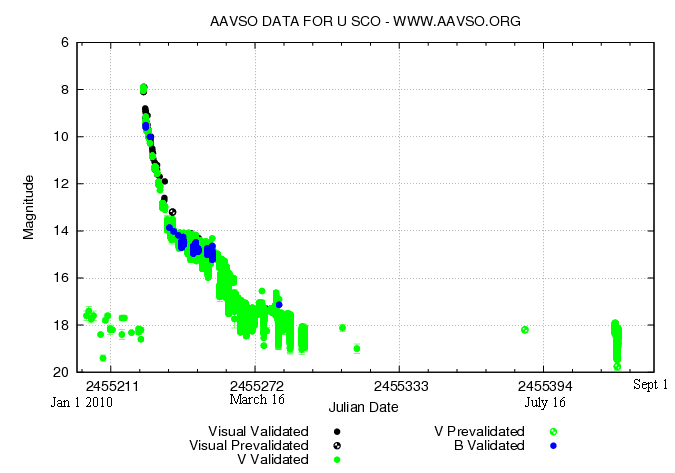
AAVSOのデータによる反復新星さそり座U星の、2010年1月1日から2010年9月1日までの光度曲線。色の違いは波長帯の違いによる。

2010年の増光では、非常に密に観測が行われたので、光度曲線の複雑さが明らかになった。極大後の急速な減光の後、プラトーと呼ばれる減光がかなり緩やかな段階があり、更にもう一段階の減光とプラトー、それらとは別に細かな増光や減光が乗ってくる、といういくつもの成分がみられる。これらは、爆発後の星系の振る舞いを反映しており、光源となる領域の形状や大きさが時間とともに変化したことを示すと考えられる。
さそり座U星はまた、食連星でもあることがわかっている。主極小では、1.5等程度減光する。そのため、食の観測から軌道要素を求めたり、増光後の食の見え方から増光時に起こる現象を推測したりすることで、天体の詳細を知る手掛かりになる点で、とても重要である。

### 星系の振る舞い
主星は質量が太陽のおよそ1.37倍の白色矮星、伴星は質量が太陽の1.5倍程度のK型準巨星で、主星と伴星の間の距離は約6.87太陽半径（約480万 km）と推定される。公転周期は、食の分析から1.23日とわかっている。
伴星はロッシュ・ローブを満たしており、伴星から流れ出した物質が主星に降着し、降着円盤を形成している。降着円盤の半径は、太陽のおよそ2.2倍と見積もられる。増光を引き起こす爆発によって降着円盤は破壊されるが、降着は増光から一週間余りで再形成し、徐々に収束して1ヶ月半程で円盤が元のように再生するとみられる。